# Фельдман, Вильгельм
Ви́льгельм Фе́льдман (пол. Wilhelm Feldman; 8 апреля 1868 — 25 октября 1919) — польский публицист, критик и историк литературы, драматург и прозаик; один из крупнейших представителей «Молодой Польши».

## Биография
Родился в бедной еврейской хасидской семье. Участвовал в молодёжных национально-освободительных организациях (Związek Młodzieży Polskiej Zet). Сотрудничал с львовскими периодическими изданиями. В 1889 году обосновался в Кракове. Один из основателей и соредактор периодического издания „Ognisko“ (1889—1890). В 1894—1895 годах учился в Германии, откуда был выслан за польскую патриотическую агитацию. Стал одним из основателей народного университета в Кракове и Высших летних курсов в Закопане, где сам преподавал литературу.
Печатался в журнале «Życie».
Редактор литературного и общественного журнала „Krytyka“ в Кракове (1901—1914) — одного из важнейших изданий «Молодой Польши». 
Во время Первой мировой войны в 1914 году вступил в Польские легионы Пилсудского. Работал в бюро печати в Берлине, выпускал „Polnische Blätter“.

## Литературная деятельность

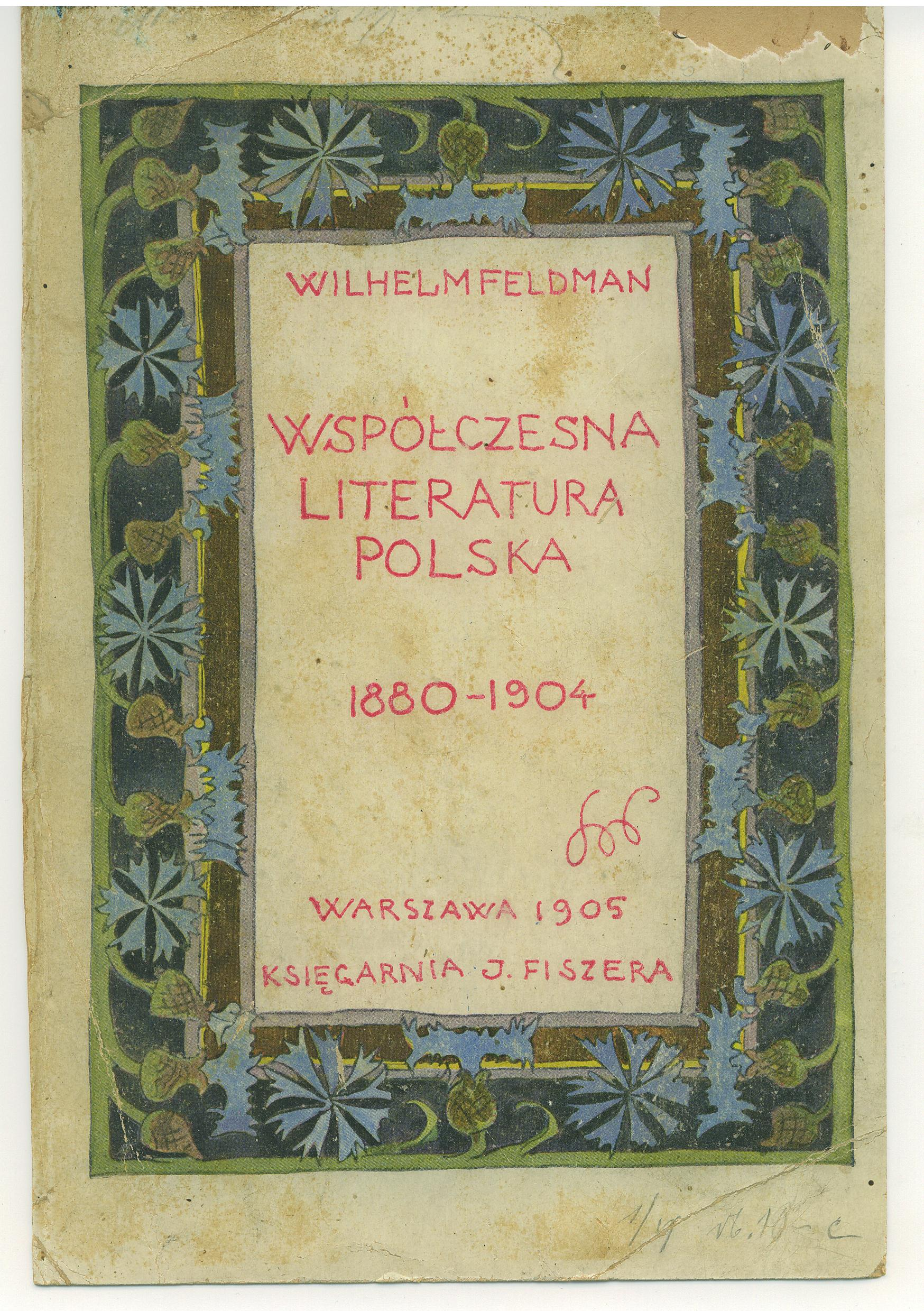
С. Выспяньский. Обложка

Выступал со статьями на темы положения евреей и польско-еврейских отношений. 
Автор романов („Piękna Żydówka“), 1887; „Żydziak“, 1888; „W okowach“, 1890; „Nasi bohaterowie“, 1901; „Nowi ludzie“, 1894; рассказов (сборник „Jak w życiu“; 1894), драм  („Sądy Boże“, 1899; „Czyste ręce“, 1901).
В литературной критике поддерживал иррациональные начала модернизма и культ романтической традиции. Боролся с академизмом в истории литературы, полемизируя с Юзефом Калленбахом, Станиславом Тарновским, Юзефом Третьяком.
Автор критических работ о Станиславе Выспяньском и Стефане Жеромском („O twórczości Stanisława Wyspiańskiego i Stefana Żeromskiego“, 1905) и Генрике Ибсене („Henryk Ibsen“, 1906). Главный труд — богатый фактическими сведениями обзор современной польской литературы („Piśmiennictwo polskie ostatnich lat dwudziestu“, tom 1—2, 1902), неоднократно переиздавалось с дополнениями и после смерти автора („Piśmiennictwo polskie 1880—1904“, 3-е изд. 1905; позднее под заглавием „Współczesna literatura polska“, к 1930 всего восемь изданий). По некоторым отзывам, он страдает ненаучностью, носит фельетонный и слишком партийный характер.
Выпустил также обзоры политических движений „Stronnictwa i programy polityczne Galicji 1846-1906“ (tom 1—2, 1907) и „Dzieje polskiej myśli politycznej w okresie porozbiorowym“ (tom 1—3, 1914—1920).